# 882 TCN
882 TCN là một năm trong lịch La Mã.